# Александар Маџар
Александар Маџар (Београд, 31. мај 1968) српски је пијаниста.

## Биографија
Маџар је имао 14 година када је као најмлађи ђак уписао Факултет музичке уметности у Београду. Учио је клавир код Гордане Малиновић, а затим је студирао код Арба Валдме. Од 1987. до 1989. године усавршавао се код Елизо Вирсаладзе у Москви, затим код Едуарда Мирзојана на Стразбуршком конзерваторијуму и код Данијела Блументала у Бриселу. Затим је завршио специјализацију у Москви на Конзерваторијуму „Чајковски“, а потом и у Стразбуру. Маџарова међународна каријера веома је напредовала након освајања награде на Такмичењу пијаниста у Лидсу 1996. године, али и у Женеви, Болцану и Милану.
Маџар свира широм Европе. Концерти су му распоређени према реситалима, свиркама с оркестрима и камерној музици. Током каријере, свирао је с Београдском Филхармонијом, Берлинском филхармонијом, Краљевском филхармонијом, Би-Би-Си филхармонијом, Би-Би-Сијевим шкотским симфонијским оркестром, Чешком филхармонијом, Северозападном немачком филхармонијом, Сеулском филхармонијом и другим оркестрима широм Европе и Азије. Професор је на Фламанском краљевском конзерваторијуму у Бриселу и на Академији за музику и позориште у Берну.